# 從地心竄出系列
《從地心竄出》（英語：Tremors）是一系列美國怪獸喜劇恐怖片和電視劇，題材圍繞於從地下攻擊的虛構蠕蟲狀生物——加博巨蟲（Graboid）。首部作品為1990年電影《從地心竄出》，隨後推出了多部DVD首映續集和電視劇，使該系列擁有大批粉絲追隨。

## 電影
| 標題                      | 美國發行日     | 導演          | 主演                                                              | 附註    |
| ------------------------- | -------------- | ------------- | ----------------------------------------------------------------- | ------- |
| 《從地心竄出》            | 1990年1月19日  | 朗·昂德伍德   | 凱文·貝肯、佛瑞德·華德、芬·卡特、麥可·葛羅斯及芮芭·麥克伊泰       |         |
| 《從地心竄出2》           | 1996年4月9日   | S·S·威爾森    | 佛瑞德·華德、克里斯多佛·賈丁、海倫·薛佛、馬克·圖伯特和麥可·葛羅斯 | DVD首映 |
| 《從地心竄出3》           | 2001年10月2日  | 布蘭特·邁多可 | 麥可·葛羅斯、席恩·克利斯坦、蘇珊·莊（Susan Chuang）和雅莉安娜·理察斯          | DVD首映 |
| 《從地心竄出4》           | 2004年1月2日   | S·S·威爾森    | 麥可·葛羅斯、莎拉·波斯福得和比利·德拉高                           | DVD首映 |
| 《從地心竄出5：血脈傳承》 | 2015年10月6日  | 唐·麥可·保羅  | 麥可·葛羅斯和傑米·甘迺迪                                          | DVD首映 |
| 《從地心竄出6：酷寒地獄》 | 2018年5月15日  | 唐·麥可·保羅  | 麥可·葛羅斯、傑米·甘迺迪和坦雅·范葛瑞安                           | DVD首映 |
| 《從地心竄出7：尖叫島》   | 2020年10月20日 | 唐·麥可·保羅  | 麥可·葛羅斯和瓊·海德                                              | DVD首映 |

## 電視
| 標題           | 美國發行日    | 美國完結日   | 頻道 | 附註 |
| -------------- | ------------- | ------------ | ---- | ---- |
| 《從地心竄出》 | 2003年3月28日 | 2003年8月8日 | Syfy |      |

《從地心竄出2》製作過程期間，环球电视公司和踩踏娛樂共同開發了電視劇。該項目最後被取消。
2016年，第二部電視劇將在Syfy上播出，但於2018年拍攝一部試播集後被取消，其他劇集尚未製作。

## 其他媒體

### 電子遊戲
- 《從地心竄出（英语：Tremors (TV series)）》：製作，在2002年8月公布的改編遊戲。原定於2003年秋季發售.[2]。但該遊戲在當年夏天被悄悄取消[3]。
- 《Dirt Dragons》：搭配2004年電影《從地心竄出4》的網頁遊戲。
- ：Newgrounds於2010年發行的8位元網頁遊戲，改編首部電影。[4][5][6]
- ：是由開發，發行，於2012年針對iOS發布的模擬城市遊戲，其中包含《從地心竄出》電影項目。